# Hiltonius reptans
Hiltonius reptans är en mångfotingart som först beskrevs av Carl Oscar von Porat 1888.  Hiltonius reptans ingår i släktet Hiltonius och familjen Spirobolidae. Inga underarter finns listade i Catalogue of Life.